# Gabriel Ayvazyan
Gabriel Ayvazyan (armeniska: Գաբրիել Հայվազյան, ryska: Гавриил Константинович Айвазовский Gavriil Konstantinovitj Ajvazovskij), född 22 maj 1812 i Feodosija på Krim, död 20 april 1880 i Tbilisi, var en  rysk (armenisk) historiker och språkvetare.
Ayvazyan var först lärare i ett kloster vid San Lazzaro degli Armeni nära Venedig, blev 1848 rektor för en armenisk skola i Paris och grundade sedan själv en sådan i Grenelle nära Paris. Av hans verk kan nämnas Översikt av Rysslands historia (1836) och Turkiska rikets historia (1843), båda på armeniska, samt "Pozmavob" eller "Polyhistor", en armenisk litterär tidskrift. Därjämte var han en av de främsta medarbetarna i "Grand dictionnaire de la langue arménienne".